# Tauriac-de-Camarès

Tauriac-de-Camarès este o comună în departamentul Aveyron din sudul Franței. În 1 ianuarie 2022 avea o populație de 35 de locuitori.